# Assistente ao Emigrante
O Assistente ao Emigrante tem como subtítulo: órgão do Sindicato Nacional dos Empregados da Assistência aos Emigrantes em Navios Estrangeiros do Distrito de Lisboa publicou-se em Lisboa entre março de 1936 e Setembro de 1946, num total de 50 edições. Dirigido por Bernardino dos Santos, o jornal tinha como missão nuclear despertar uma "consciência de classe", incutindo no pessoal de assistência à emigração a "importância da sua missão e do que ela tem de melindrosa porque é exercida entre estrangeiros, sujeita às mais variadas pressões, aos mais deletérios ambientes".